# Strada voivodatale

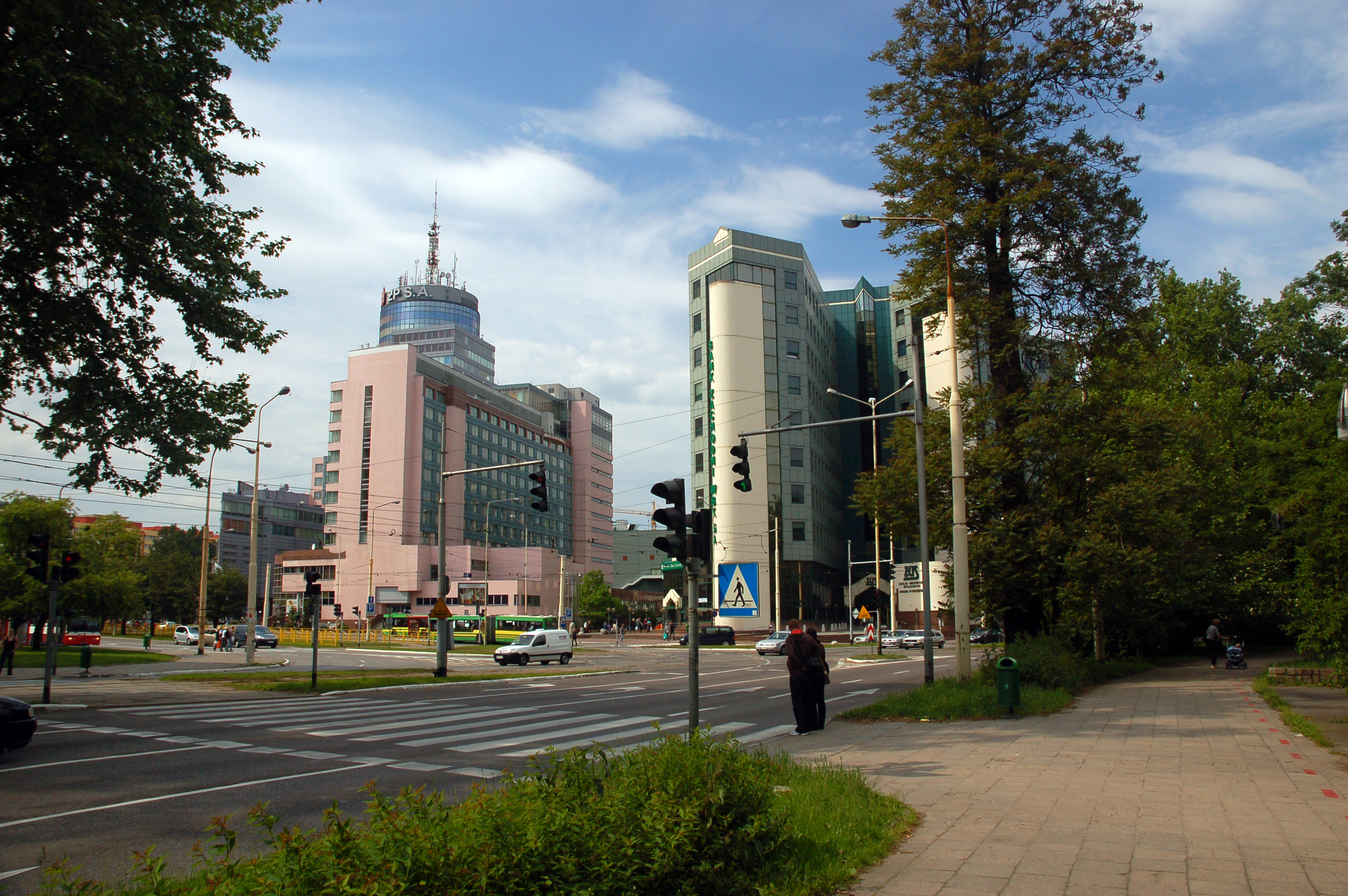
Strada voivodatale numero 115 da Stettino al Distretto di Police e al confine tra la Germania e la Polonia

La strada voivodatale è una tipologia di strada amministrativa della Polonia. Le strade voivodatali regionali hanno importanza voivodatale e collegano le città fra loro. La numerazione di tali strade è gestita dalla GDDKiA e consiste in un numero da 100 a 993 posto su sfondo giallo.
La strada voivodatale più lunga è la numero 835 (220 km) e invece quella più corta è la numero 219 (0,055 km).
Al 2009 si contano 28.465,8 km di strade voivodatali che equivalgono al 7,4% di tutte le strade pubbliche della Polonia. Solo lo 0,02% delle strade voivodatali, che equivale a 62,4 km, è sterrato, tutte le altre hanno una superficie dura.